# Bauer's Lexicon
Il Bauer's Lexicon (noto anche come Bauer Lexicon, Bauer's Greek Lexicon e Bauer, Arndt and Gingrich ) è uno dei più rispettati dizionari di greco biblico. La stesura della prima edizione, a cura di Walter Bauer, si basò sul lavoro del filologo tedesco Erwin Preuschen. La terza edizione inglese del volume fu intitolata  A Greek-English Lexicon of the New Testament and Other Early Christian Literature, pubblicata dall'University of Chicago Press nel 2001.

## Storia editoriale
La prima edizione si basò sul lavoro preliminare di Erwin Preuschen, intitolato Vollständiges Griechisch-Deutsches Handwörterbuch zu den Schriften des Neuen Testaments und der übrigen urchristlichen Literatur (Dizionario manuale integrale greco-tedesco per i testi del Nuovo Testamento e dell'altra letteratura paleocristiana). Walter Bauer riesaminò ampiamente tale opera e diede alle stampe il volume intitolato Griechisch-deutsches Wörterbuch zu den Schriften des Neuen Testaments und der übrigen urchristlichen Literatur (Dizionario greco-tedesco dei testi del Nuovo Testamento e dell'altra letteratura paleocristiana).
La prima edizione inglese fu pubblicata nel 1957. Essa si basò sulla quarta edizione tedesca, edita fra il 1949 e il 1952. Il progetto ebbe inizio nell'autunno del 1949, quando F. Wilbur Gingrich ottenne un congedo dall'Albright College per dedicarsi alla stesura di un nuovo lessico greco-inglese del Nuovo Testamento, che portò a termine traducendo e adattando l'opera di Bauer in collaborazione con il Dr. William F. Arndt. La redazione durò in realtà per cinque anni e mezzo. Questa edizione inglese è spesso citata da un'abbreviazione degli autori: Bauer, Arndt e Gingrich (BAG).
La seconda edizione inglese fu data alle stampe nel 1979 e vide la collaborazione di Frederick William Danker, subentrato alla morte di Arndt nel 1957. Si basò sulla quinta edizione tedesca del Bauer, edita dal 1957al 1958. Questa seconda edizione, intitolata Bauer-Danker Greek Lexicon of the New Testament, è comunemente nota come BAGD (dall'abbreviazione dei collaboratori Bauer–Arndt–Gingrich–Danker ).
La terza edizione inglese fu pubblicata nel 2000. Si basò sulla sesta edizione tedesca, pubblicata dopo la morte di Bauer nel 1960, da Kurt Aland, Barbara Aland e Viktor Reichmann. Quando Gingrich morì nel 1993, Danker assunse il compito di completare la terza edizione inglese che integrava il contenuto di tutte le edizioni precedenti con il suo contributo sostanziale. Dati gli ampi miglioramenti di questa edizione (che includeva oltre 15.000 nuove citazioni), il dizionario divenne noto come Bauer–Danker–Arndt–Gingrich (BDAG) o talvolta Bauer-Danker Lexicon.
Degno di nota in questa edizione è il miglioramento tipografico, grazie all'introduzione dello standard SGML nei primi anni Ottanta. Danker egli altri esperti del Dallas Seminary diedero il contributo più importante a favore di questa nuova tecnologia che rese possibile una tipografia più coerente e flessibile, nonché l'information retrieval.
Nel 2009 la Chinese Bible International Limited pubblicò ad Hong Kong una traduzione del lessico in cinese.